# 岡田洲二
岡田 洲二（おかだ しゅうじ、明治42年（1909年）3月5日 - 没年不明）は日本の実業家、政治家。岡田商店の元代表取締役会長。元境港商工会議所会頭。元境港魚市場顧問、境港海陸運送相談役。元鳥取県会議員、境町会議員。
父親の岡田庄作は境港海運界の重鎮として境港発展に尽くした。叔父岡田信吉朗も海運業者である。

## 経歴
鳥取県西伯郡境町栄町（現在の境港市）出身。父は岡田庄作。
米子中学（現米子東高校）を経て、昭和9年（1934年）旅順工科大学機械科卒業。新潟県立長岡工業学校、米子高等女学校（現米子西高校）に勤務。昭和14年（1939年）岡田回漕店勤務。昭和19年（1944年）境港海陸運送を日本通運と創業、常務を経て社長に就任。

## 人物像
趣味は写真、旅行。宗教は浄土宗。住所は境港市明治町。

## 賞
- 昭和48年（1973年）春 - 黄綬褒章[4]
- 昭和54年（1979年）春 - 勲五等双光旭日章[5]

## 家族・親族

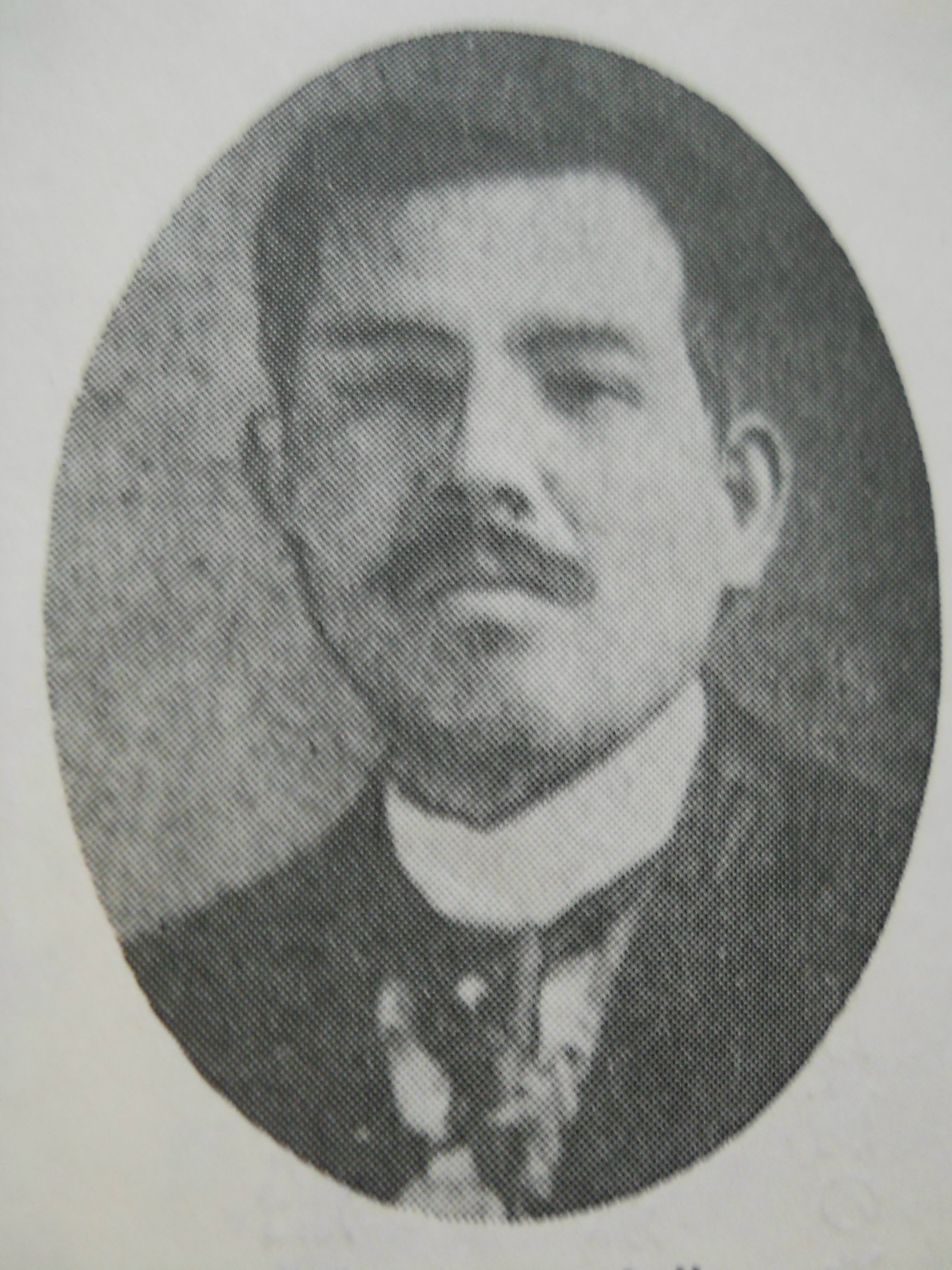
父・岡田庄作

### 岡田家
（鳥取県境港市栄町・境港市明治町）
岡田家はもともと島根県の大田近くの久手から出た。境港に移り住んで各種の事業を起こして産を成し、明治26年（1893年）には境通商銀行を創立してその経営にあたり、大正6年（1917年）には岡田汽船を創設するなど、この地方の有力な事業家としての系列を成している。
大正8年（1919年）3月、岡田汽船は地元海運業者として初めて境・元山間に山陰丸を定期就航させた。当時、元山方面との移出入貸物は微々たるもので損失は大きかったが、岡田汽船は若干の犠牲を払い境港振興のため航海を開始した。岡田汽船によって従来釜山から帆船によって移入していた大豆は元山から移入され、また縄策、叺俵、木材などの移出量も増加した。大正8年（1919年）の移出入額は前年に比べ三倍近くに跳ね上がっている。また、岡田汽船は、昭和五年には境・鬱陵島航路を開設した。
- 父・庄作（鳥取県平民[9]、海運業[9]、鳥取県多額納税者[10]、実業家、政治家）

明治13年（1880年）10月生～没
- 母・咲枝[12]

明治16年（1883年）生～没
- 妹・幸代（堀啓三の妻）
- 弟・洋三[10]

大正3年（1914年）生～没
- 妻・玲子（島根県大社町、高浜隆三の娘[3]）

大正8年（1919年）2月生～
- 長男・端[2]（実業家）

昭和16年（1941年）1月生～
- 同妻（鳥取県八頭郡智頭町、林業・素封家大呂甚衛の二女）
- 同長女

- 長女（田中家に嫁す[13]）
- 二男[2]
- 叔父・岡田信吉朗（海運業）